# 日本共産党第24回大会
日本共産党第24回大会（にほんきょうさんとうだいにじゅうよんかいたいかい）は2006年（平成18年）1月11日から1月14日まで開かれた日本共産党の党大会。

## 概要
- この党大会で不破哲三は中央委員会議長を退任し、正式に志位-市田指導路線が確立された。

## 選出された中央委員会
中央委員130名、准中央委員14名の計144人からなる第24期中央委員会が編成された。また新規3名を含む56人の名誉役員を承認するとともに、既存の名誉役員のうち2人が外れた。

不破が退任したため、党首にあたる議長ポストは空席となった。これにより他党の代表や総裁に相当する最高職は志位一人となった。
理論担当副委員長の浜野忠夫は名簿の提案にあたり、「前の大会と比べて中央役員の総数を増やさないよう極力努力した」と述べた。
- 中央委員会議長：空席
- 幹部会委員長：志位和夫
- 中央委員会書記局長：市田忠義
- 幹部会副委員長：石井郁子、緒方靖夫、浜野忠夫